# Vysoká (Malá Morava)
Vysoká (do roku 1952 Nová Ves, německy Neudorf-Alt) je součástí obce Malá Morava v okrese Šumperk.

## Historie
První písemná zmínka o obci pochází z roku 1563.
Narodil se zde Franz Theodor Schubert, otec hudebního skladatele Franze Schuberta.
| Rok            | 1869 | 1880 | 1890 | 1900 | 1910 | 1921 | 1930 | 1950 | 1961 | 1970 | 1980 | 1991 | 2001 | 2011 | 2021 |
| -------------- | ---- | ---- | ---- | ---- | ---- | ---- | ---- | ---- | ---- | ---- | ---- | ---- | ---- | ---- | ---- |
| Počet obyvatel | 283  | 308  | 276  | 239  | 236  | 251  | 227  | 80   | 63   | 22   | 15   | 7    | 1    | 8    | 13   |

## Kulturní památky
V katastru obce jsou evidovány tyto kulturní památky:
- Kaple Nejsvětější Trojice – drobná barokní architektura z 18. století
- Boží muka (kaplička při lesní cestě do Vysokých Žibřidovic) – drobná zlidovělá architektura z počátku 19. století

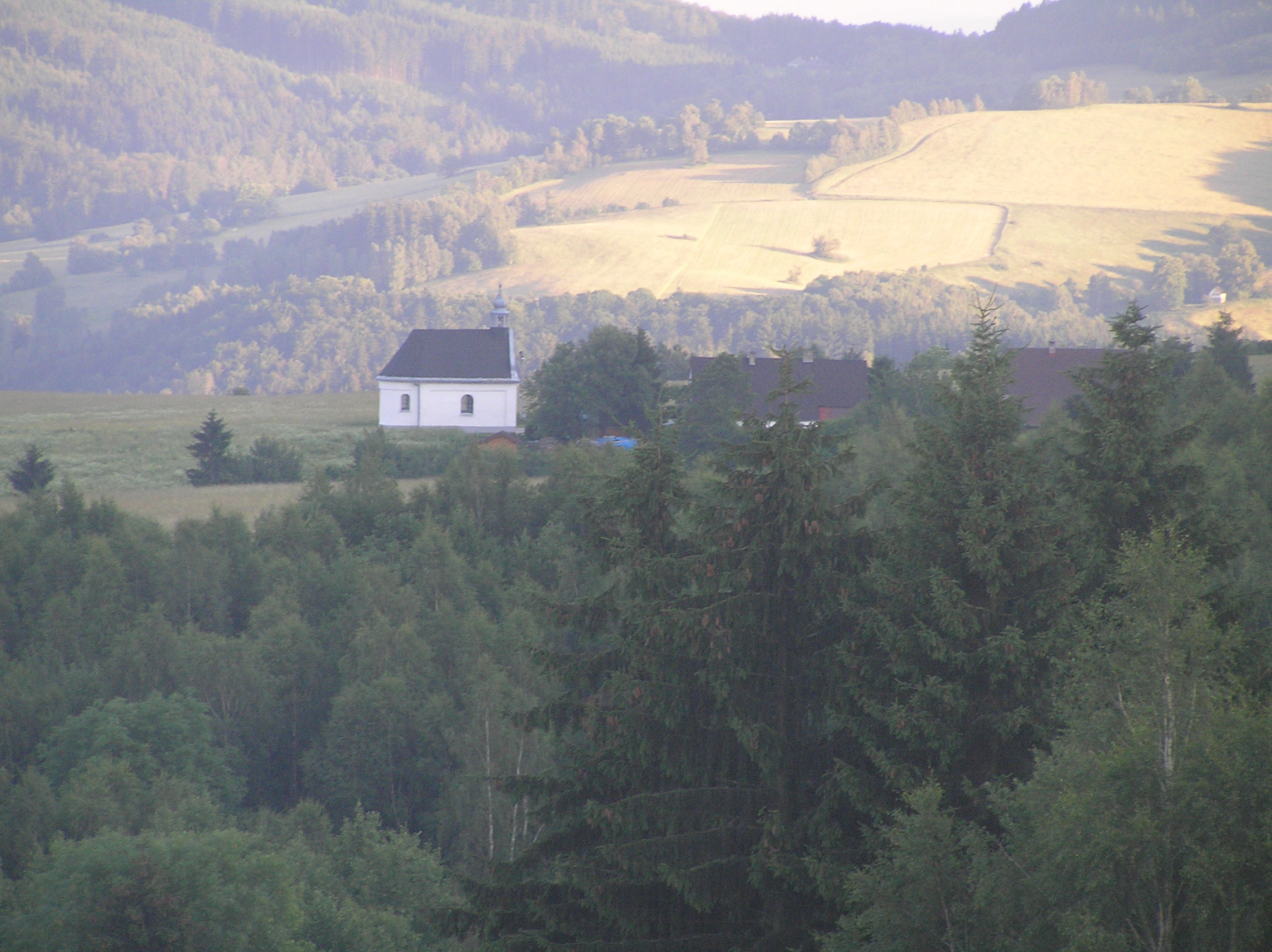
kaple